# توم ليب
توم ليب (بالإنجليزية: Tom Leeb)‏ هو مغني،ممثل وكوميدي فرنسي ولد في 21 مارس 1989.

## وصلات خارجية
- توم ليب على موقع IMDb (الإنجليزية)
- توم ليب على موقع ميتاكريتيك (الإنجليزية)
- توم ليب على موقع روتن توميتوز (الإنجليزية)
- توم ليب على موقع قاعدة بيانات الأفلام العربية
- توم ليب على موقع ألو سيني (الفرنسية)
- توم ليب على موقع ميوزك برينز (الإنجليزية)
- توم ليب على موقع أول ميوزيك (الإنجليزية)
- توم ليب على موقع ديسكوغز (الإنجليزية)
- توم ليب على موقع قاعدة بيانات الفيلم (الإنجليزية)
- توم ليب على موقع ليتربوكسد (الإنجليزية)